# Віхове
Ві́хове —  село в Україні, у Роменському районі Сумської області. Населення становить 354 осіб. Входить до складу Недригайлівської селищної громади. До 2016 року належало до Недригайлівської селищної ради.

## Населення

### Мова
Розподіл населення за рідною мовою за даними перепису 2001 року:
| Мова       | Кількість | Відсоток |
| ---------- | --------- | -------- |
| українська | 354       | 100%     |

## Географія
Село Віхове знаходиться на лівому березі річки Сула, вище за течією примикає село Вільшана, нижче за течією примикає село Луки, на протилежному березі - село Кореневе. По селу протікає пересихаючий струмок з загатою. Через село проходить автомобільна дорога Н07.

## Історія
12 червня 2020 року, відповідно до розпорядження Кабінету Міністрів України № 723-р «Про визначення адміністративних центрів та затвердження територій територіальних громад Сумської області», село увійшло до складу Недригайлівської селищної громади.
19 липня 2020 року, в результаті адміністративно-територіальної реформи та ліквідації Недригайлівського району, село увійшло до складу новоутвореного  Роменського району.